# Lion-Peugeot V 2 C 2
Der Lion-Peugeot V 2 C 2 war ein Personenkraftwagen von Lion-Peugeot.

## Beschreibung
Lion-Peugeot brachte das Modell 1910 als Ergänzung auf den Markt. Bis zur Produktionseinstellung im gleichen Jahr entstanden 680 Exemplare. Nachfolger wurde der Lion-Peugeot V 2 C 3.

## Motor, Antrieb und Fahrleistungen
Für den Antrieb sorgte ein V2-Motor mit 1325 cm³ Hubraum mit einer Bohrung von 75 mm und einem Hub von 150 mm und 12 PS Leistung. Der Motor war vorne im Fahrzeug montiert und trieb über eine Kette die Hinterachse an. Das Getriebe verfügte über drei Vorwärts- und einen Rückwärtsgang.
Die Höchstgeschwindigkeit war mit 37 bis 46 km/h angegeben.

## Abmessungen und Aufbauten
Bei einem Radstand von 2,25 m und einer Spurweite von 1,15 m war das Fahrzeug 3,2 m lang, 1,4 m breit und 2 m hoch. Zur Wahl standen die Karosserieversionen Doppelphaeton, Limousine, Landaulet, Coupé,  Phaeton und Kastenwagen.